# Distillation du pétrole
La distillation du pétrole comprend deux procédés distincts : la distillation atmosphérique et la distillation sous vide.

## Distillation atmosphérique
La distillation atmosphérique est un procédé de distillation qui consiste à séparer les unes des autres les fractions d'hydrocarbures contenues dans le pétrole brut. C'est la première étape du raffinage du pétrole, et les toutes premières raffineries de pétrole se résumaient à peu près à une colonne de distillation.
Son fonctionnement est fondé sur la différence des températures d'ébullition de chacun des produits purs contenus dans le pétrole.
Ainsi qu'il apparaît du schéma ci-dessus, on soutire les divers produits de la distillation en des emplacements situés à des hauteurs distinctes de la colonne. Les produits les moins volatils sont obtenus vers le fond de colonne, et les vapeurs sont obtenues au sommet.

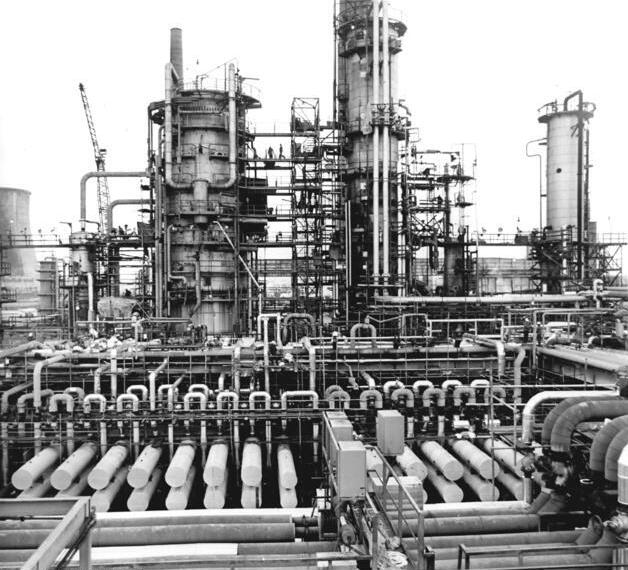
Vue de la distillation atmosphérique de la raffinerie de Schwedt en Allemagne. On voit le four de chauffe à gauche et la colonne de distillation au centre. Sur sa droite immédiate la structure d'un stripper latéral. Le train de préchauffe est situé en dessous.

Avant d'être expédiés hors de l'unité de production tous les produits doivent être refroidis, et on utilise la chaleur ainsi récupérée pour chauffer le pétrole brut alimentant l'installation. Les échangeurs de chaleur qui permettent ainsi de préchauffer la charge tout en refroidissant les produits sont à faisceau tubulaire horizontal. Ils sont en général disposés côte à côte empilés deux par deux et forment à eux tous le « train d'échange » ou « train de pré-chauffe » de l'unité.
Le complément de chauffe de la charge est assuré par le four. Le complément de refroidissement des produits est assuré par des refroidisseurs qui sont le plus souvent des aéroréfrigérants.
Il convient de noter également qu'à moins de donner à la colonne principale une hauteur excessive, on ne parvient pas à séparer les produits de manière convenable par simple distillation. Pour améliorer l'efficacité, tout en restant dans des dimensions vraisemblables, on effectue sur les liquides intermédiaires une désorption des gaz dans des colonnes plus petites dans lesquelles la distillation est comme accélérée par l'injection de vapeur d'eau. On donne à ces colonnes auxiliaires le nom anglais de stripper.
Du haut en bas de la colonne, on soutire ainsi :
- La tête de colonne de laquelle on sépare le gaz du liquide (essence légère) par refroidissement.
- L'essence lourde (naphta)
- Le kérosène
- Le gazole léger
- Le gazole lourd
- Le résidu atmosphérique (fond de colonne)

## Distillation sous vide

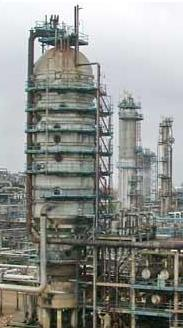
Colonne de distillation sous vide de la raffinerie de Fawley (Angleterre)

Les produits lourds extraits du fond de la colonne de distillation atmosphérique (le résidu) ne peuvent pratiquement plus être séparés en augmentant la température de distillation. En effet, au-delà des 360 °C environ auxquels on porte le pétrole brut dans la distillation atmosphérique, commencent les phénomènes de craquage thermique. Cela changerait la nature chimique des produits. Pour isoler ces produits, on les distille donc à des températures similaires, mais sous pression réduite. Les installations qui pratiquent cette opération sont les unités de distillation sous vide.
La fraction lourde des produits de la distillation atmosphérique y est d'abord chauffée, puis envoyée dans une autre colonne moins haute, mais plus épaisse, et qui comporte moins de plateaux. On l'appelle colonne de distillation sous vide. Comme dans les strippers atmosphériques, la distillation est souvent accélérée par une injection de vapeur d'eau.
Les produits séparés par distillation sous vide sont moins nombreux que ceux isolés par distillation atmosphérique. On se contente en général de deux coupes intermédiaires en plus des soutirages de tête et de fond. Ces produits que l'on appelle gazole sous vide lourd et léger respectivement, sont également fréquemment désignés par leur abréviation anglaise de LVGO et HVGO (Light et Heavy Vacuum Gas Oil).
Le système de vide est le plus souvent constitué d'éjecteurs qui sont des appareils dans lesquels de la vapeur est violemment détendue, et qui aspirent le gaz par effet Venturi. La phase gazeuse récupérée en haut de colonne est essentiellement constituée de vapeur qui est condensée par un système d'aéroréfrigérants.
Les résidus sous-vide issu de la distillation sous vide peuvent être valorisés en rentrant dans la fabrication des bitumes. C'est dans cette coupe pétrolière que l'on retrouve la concentration la plus élevée en métaux et soufre.